# Trugschluss (Mathematik)
In vielen Zweigen der Mathematik gibt es mathematische Trugschlüsse und Fehlschlüsse. Trug- und Fehlschlüsse werden in der Philosophie zusammen als Fallazien (englisch fallacy, lateinisch fallacia=Täuschung) bezeichnet. Scheinbeweise sind in der Mathematik Beweise, in denen Fallazien auftreten. Nicht wenige Fehlschlüsse haben in der Geschichte der Mathematik eine Rolle gespielt und waren Ausgangspunkte mathematischer Forschung. In der mathematischen Didaktik gehört das Aufdecken von Scheinbeweisen zu den Problemlöseaktivitäten.
Bei Fehlschlüssen handelt derjenige, der sie begeht, in gutem Glauben während bei Trugschlüssen die Absicht zu Täuschen wesentlich ist. Diese Unterscheidung ist freilich nicht scharf. Trugschlüsse führen durch eine plausibel erscheinende List zu einem falschen Ergebnis. Die Kunst dabei ist, den Fehler so zu verdecken, dass er zunächst nicht auffällt, und erst beim absurden Resultat offenkundig wird. Insbesondere Laien und Anfängern ist mitunter nicht sofort ersichtlich, wo der Fehler steckt. Trugschlüsse können als mathematischer Witz vorgetragen werden, in denen typische mathematische Schlussweisen in einem absurden Kontext angewendet werden.
Oft wird in einem Trugschluss eine mathematische Regel missachtet, sodass ihre Bedeutung mit dem Trugschluss begründet werden kann. In der elementaren Algebra beinhalten typische Beispiele einen Schritt, bei dem die Division durch null auftritt oder unterschiedliche Werte einer mehrdeutigen Funktion gleichgesetzt werden. Bekannte Trugschlüsse sind auch in der Analysis und der euklidischen Geometrie bekannt. Ein berühmter Scheinbeweis basiert auf divergenten Reihen, aus denen fast jeder Unsinn abgeleitet werden kann.
Über die Geschichte der Fehl- und Trugschlüsse ist, von wenigen Ausnahmen abgesehen, wie die auf Fehlschlüssen basierenden Paradoxien des Zenon von Elea oder das Pferde-Paradox, sehr wenig bekannt. Vielfach werden mathematische Scherze von Mund zu Mund verbreitet und erst später (meist ohne Namensangabe) irgendwo herausgegeben, ohne dass bekannt ist, ob das nun auch wirklich die erste Veröffentlichung ist.
Im Folgenden sind
Auflösung
wie gezeigt in einem Kasten eingerahmt. Über den Hyperlink „Auflösung“ im Kasten kann man gegebenenfalls in den Abschnitt #Auflösungen springen, wo die List erläutert wird. Mit der Zurück-Schaltfläche des Webbrowsers gelangt man wieder an den Absprungort.

## Arithmetik

### Richtiges Ergebnis trotz falscher Rechnung
Eine eigene Klasse von Trugschlüssen (englisch howler ‚grober Schnitzer‘) entstehen durch eine korrekte Schlussfolgerung trotz fehlerhafter „Herleitung“. Manchmal gleichen sich zwei Fehler aus und erbringen das richtige Resultat. Solche fehlerhaften Argumente leiten nur in Spezialfällen zum richtigen Ergebnis, besitzen also keine Allgemeingültigkeit und sind mathematisch wertlos.
So kann jemand den Preis eines Einkaufs der in der Tabelle aufgeführten Waren
| Menge        | Ware           | Einzelpreis | Mengeneinheit |
| ------------ | -------------- | ----------- | ------------- |
| ¼ pf         | Butter         | 2 s 10 d    | pf            |
| 2½ pf        | Schmalz        | 10 d        | pf            |
| 3 pf         | Zucker         | 3¼ d        | pf            |
| 6 Schachteln | Streichhölzer  | 7 d         | 12 Schachteln |
| 4 Pakete     | Seifen-Flocken | 2½ d        | Paket         |

1. 1 2  pf = Pfund, s = Schilling = 12 d (Denarii, Pfennige)

durch einfaches Zusammenzählen der Einzelpreise zum – trotzdem – richtigen Endpreis summieren:
| 4 s 8¾ d | = 8½ d + 2 s 1 d + 9¾ d + 3½ d + 10 d |
|          | = 2 s 10 d + 10 d + 3¼ d + 7 d + 2½ d |

Das „Kürzen“ von Ziffern und Zeichen in einem Bruch belässt den Quotient nur in Ausnahmefällen unverändert:
{\displaystyle {\frac {26}{65}}={\frac {26\!\!\!/}{6\!\!\!/5}}={\frac {2}{5}}} oder gewagter {\displaystyle {\frac {a^{2}-b^{2}}{a-b}}={\frac {a^{2\!\!\backslash }{-\!\!\!\!/}\;b^{2\!\!\backslash }}{a\!\!\!\backslash -\!\!\!\!\!/\;b\!\!\!\backslash }}=a+b}
Das Herausziehen von Summanden aus einer Wurzel
{\displaystyle {\sqrt {5{\frac {5}{24}}}}=5{\sqrt {\frac {5}{24}}}\quad {\text{oder}}\quad {\sqrt {12{\frac {12}{143}}}}=12{\sqrt {\frac {12}{143}}}}
ist normalerweise unzulässig, basiert hier aber auf der allgemeingültigen Regel
{\displaystyle {\sqrt {n+{\frac {n}{n^{2}-1}}}}=n{\sqrt {\frac {n}{n^{2}-1}}}}
und der Kurzschreibweise von gemischten Brüchen.

### Verknüpfung von Gleichem mit Gleichem
Die menschliche Ausdrucksweise ist oft mehrdeutig und ungenau. Dies kann dazu missbraucht werden, nur scheinbar Gleiches zu einem Trugschluss zu verknüpfen.
2 kg = 2000 g
3 kg = 3000 g
Gleiches mit gleichem multipliziert ergibt Gleiches, also:
6 kg = 3000 g · 2000 g = 6.000.000 g = 6000 kg.
Auflösung
Das Zusammenwerfen von Äpfeln und Birnen führt auch mathematisch zu falschen Schlüssen:
Keine Katze hat acht Schwänze.
Eine Katze hat einen Schwanz mehr als keine Katze.
Gleiches zu Gleichem addiert ergibt Gleiches, also:
Eine Katze hat neun Schwänze.
 Auflösung

## Algebra

### Division durch 0
Aus der Identität 0 · a = 0 · b folgt nach Division durch den gemeinsamen Faktor 0 auf der rechten und linken Seite die Identität a = b, die nicht immer richtig sein muss, sodass damit Trugschlüsse konstruiert werden können.
Satz: 2 = 1
Beweis:
| 1. Es gelte                 | : a = b                                      |
| 2. Multiplikation mit a     | : a² = a b                                   |
| 3. Addieren von a² - 2 a b  | : a² + ( a² - 2 a b ) = a b + ( a² - 2 a b ) |
| 4. Zusammenfassen           | : 2 ( a² - a b ) = a² - a b                  |
| 5. Eliminieren von a² - a b | : 2 = 1                                      |

Q.e.d.
Auflösung
In die Kategorie „mathematischer Witz“ gehört der Scheinbeweis von 1 + 1 = 2.
Satz: 1 + 1 = 2
Beweis:
| 1. Ausgangspunkt  | : n ( 2n - 2 ) = n ( 2n - 2 ) |
| 2. Zusammenfassen | : ( n - n ) ( 2n - 2 ) = 0    |
| 3. Vereinfachen   | : 2n - 2 = 0                  |
| 4. Umstellen      | : 2n = 2                      |
| 5. Umformen       | : n + n = 2                   |

Mit n = 1 folgt die Behauptung, Q.e.d.
Auflösung
Die Gleichung 1 + 1 = 2 als Spezialfall der „allgemeingültigen“ Gleichung n + n = 2 darzustellen, ist freilich absurd. Hier wird die Neigung von Mathematikern veralbert, einen Satz, um seine Anwendbarkeit zu erweitern, möglichst allgemein zu formulieren und den Anlass der Untersuchung dann als Spezialfall einzuschließen.

### Gleichsetzen mehrdeutiger Ausdrücke
Eine Quadratzahl ungleich Null hat immer zwei verschiedene Wurzeln, eine positive und eine negative. Indem beide gleichgesetzt werden, können nach dem Schema ( -a )² = ( +a )² → -a = a erstaunliche Trugschlüsse „hergeleitet“ werden.
Satz: Alle Zahlen sind gleich
Beweisskizze: Wenn zwei beliebige Zahlen a und b immer gleich sind, dann sind alle Zahlen gleich.
| 1. Ausgangspunkt:               | : a + b = t mit beliebigem a und b  |
| 2. Multiplizieren mit ( a - b ) | : ( a - b )( a + b ) = ( a - b ) t  |
| 3. Ausmultiplizieren            | : a² - b² = a t - b t               |
| 4. Umstellen                    | : a² - a t = b² - b t               |
| 5. Addieren von t²/4            | : a² - a t + t²/4 = b² - b t + t²/4 |
| 6. Zweite Binomische Formel     | : ( a - t/2 )² = ( b - t/2 )²       |
| 7. Vereinfachen                 | : a - t/2 = b - t/2                 |
| 8. Addieren von t/2             | : a = b                             |

Q.e.d.
Auflösung
Im Reich der komplexen Zahlen hat jede Zahl zwei verschiedene Quadratwurzeln ( außer null ). Im Ausdruck i = √(-1) steht der Ausdruck auf der rechten Seite also für zwei Werte +i und -i während links eine feste komplexe Zahl steht. Das kann Anlass zu Trugschlüssen sein.
| 1. Ausgangspunkt        | : {\displaystyle {\frac {-1}{1}}={\frac {1}{-1}}}                 |
| 2. Wurzelziehen         | : {\displaystyle {\frac {\sqrt {-1}}{1}}={\frac {1}{\sqrt {-1}}}} |
| 3. Einsetzen von i      | : {\displaystyle {\rm {i={\frac {1}{i}}}}}                        |
| 4. Mit i multiplizieren | : {\displaystyle {\rm {i^{2}=1}}}                                 |
| 5. i² = -1 einsetzen    | : {\displaystyle -1=1}                                            |

Auflösung
Auch die folgende Gleichungskette nutzt diese Tatsache aus:
{\displaystyle -1={\rm {i\cdot i={\sqrt {-1}}\cdot {\sqrt {-1}}={\sqrt {(-1)(-1)}}={\sqrt {1}}=1}}}
Auflösung
Nicht korrekter wird es, wenn i im Exponenten auftritt.
| 1. Eulersche Relation mit φ = 2π | : {\displaystyle e^{2\pi {\rm {i}}}=1}                                  |
| 2. Zur i-ten Potenz erheben      | : {\displaystyle \left(e^{2\pi {\rm {i}}}\right)^{\rm {i}}=1^{\rm {i}}} |
| 3. Vereinfachen                  | : {\displaystyle e^{-2\pi }=0{,}001867\ldots =1}                        |

Auflösung

## Analysis

### Differentialrechnung
In der Differentialrechnung werden Differentiale dx benutzt, die in bestimmten Fällen null sind, beispielsweise wenn x eine Konstante ist. Wie in der Algebra können daraus Trugschlüsse konstruiert werden.
Satz: Es gibt keinen Punkt auf einem Kreis, der am nächsten zu einem anderen Punkt ist, der nicht auf dem Kreis und nicht in seinem Mittelpunkt liegt.
Beweis über Differentialrechnung.
1. Gegeben sei ein Kreis mit Radius b um den Mittelpunkt M.
2. Sei P der Punkt, zu dem der nächste Punkt auf dem Kreis gesucht wird.
3. In den Punkt P wird der Ursprung eines kartesischen Koordinatensystems gelegt, dessen x-Achse durch den Mittelpunkt M geht. Die x-Koordinate von M sei a.
4. Für einen Punkt R = ( x, y ) auf dem Kreis gilt nach dem Satz von Pythagoras: ( x - a )² + y² = b² oder x² + y² - 2 a x + a² - b² = 0
5. Das Abstandsquadrat zwischen P und R ist nach Pythagoras r²= x² + y².
6. In 4.) eingesetzt wird daraus: r² - 2 a x + a² - b² = 0.
7. Der Abstand PR ist extremal, wenn die Ableitung r'(x) = 0 ist.
8. Ableitung von 6.) nach x resultiert in 2 r r' - 2 a = 0 oder r' = a/r, weil P nach Voraussetzung nicht auf dem Kreis liegt und daher r ≠ 0 ist.
9. Die Bedingung r' = 0 ist gemäß 8.) nur erfüllt, wenn a = 0, das heißt P = M gilt.
10. Für alle Punkte, die nicht auf dem Kreis aber außerhalb des Mittelpunkts des Kreises liegen, gibt es keinen nächsten Punkt auf dem Kreis.

Q.e.d.
Auflösung

### Integralrechnung
Die Integration einer Funktion mit der Substitutionsregel oder eines Produkts mit partieller Integration unterliegt strengen Regeln, die bei Missachtung leicht zu Trugschlüssen führen.
Satz: π = 0
Beweisskizze: Wenn das bestimmte Integral des Produkts jeder beliebigen Funktion mit dem Cosinus über ein Intervall verschwindet, dann ist die Länge des Intervalls null. Wenn über das Intervall [0,π] integriert wurde, heißt das, dass π = 0 ist.
1. Ausgangspunkt
{\displaystyle I:=\int f(x)\cos(x)\mathrm {d} x,\,f}   beliebig.
2. Substitution t=sin(x), dt=cos(x)dx:
{\displaystyle I=\int f(\arcsin(t))\mathrm {d} t=\int g(t)\mathrm {d} t} mit {\displaystyle g(t):=f(\arcsin(t))}
3. Einsetzen von 2.) in 1.):
{\displaystyle I=\int f(x)\cos(x)\mathrm {d} x=\int g(t)\mathrm {d} t}
4. Auswertung von 3.) im Intervall [0,π]. An der unteren Grenze ist x = 0 → t = sin(x=0) = 0 und an der oberen Grenze ist x = π → t = sin(x=π) = 0. Also:
{\displaystyle \int _{x=0}^{x=\pi }f(x)\cos(x)\mathrm {d} x=\int _{t=0}^{t=0}g(t)\mathrm {d} t=0,\,f}  beliebig.
Q.e.d.
Auflösung
Siehe auch Partielle Integration#Kehrwertfunktion mit einem Beispiel, aus dem leicht ein weiterer Trugschluss aus der Integralrechnung gemacht werden kann.

### Ableitungen aus divergenten Reihen
Mit divergenten Reihen kann (fast) alles „bewiesen“ werden. Ein berühmter, darauf basierender Scheinbeweis ist der folgende.
Satz: Für die Summe C der natürlichen Zahlen gilt: C = 1 + 2 + 3 + … = -1/12.
Beweis durch ausrechnen.
Ausgangspunkt ist die unendliche Reihe
A = 1 - 1 + 1 - 1 + 1 - 1 + - …
Bei der schrittweisen Addition der Folgenglieder treten die Werte 0 und 1 für die Reihe wie beim Werfen einer perfekten Münze gleich oft auf und daher ist ½ der Erwartungswert der Reihe. Nun ist
| A | = 1 - 1 + 1 - 1 + 1 - 1 + - …                                         |
|   | = 1 + ( 1 - 2 ) + ( -2 + 3 ) + ( 3 - 4 ) + ( -4 + 5 ) + ( 5 - 6 ) + … |
|   | = 1 + 1 - 2 - 2 + 3 + 3 - 4 - 4 + + - - …                             |
|   | = 2 · ( 1 - 2 + 3 - 4 + - … )                                         |
|   | = 2 · B                                                               |

mit
B:= 1 - 2 + 3 - 4 + - …
Diese Reihe ist proportional zur gesuchten Reihe C, denn
| C - B | = 1 + 2 + 3 + 4 + 5 + 6 + … - ( 1 - 2 + 3 - 4 + 5 - 6 + - … )               |
|       | = ( 1 - 1 ) + ( 2 + 2 ) + ( 3 - 3 ) + ( 4 + 4 ) + ( 5 - 5 ) + ( 6 + 6 ) + … |
|       | = 0 + 4 + 0 + 8 + 0 + 12 + …                                                |
|       | = 4 · ( 1 + 2 + 3 + … )                                                     |
|       | = 4 · C                                                                     |

Also ist 3 · C = -B oder mit B = A/2 = 1/4:
C = 1 + 2 + 3 + … = -B/3 = -1/12
Q.e.d.
Auflösung
Mit der Reihe A kann auch der folgende Trugschluss konstruiert werden:
| A   | = 1 - 1 + 1 - 1 + … | = 1 + ( -1 + 1 ) + ( -1 + 1 ) + … | = 1 + 0 + 0 + … | = 1 |
| A   | = 1 - 1 + 1 - 1 + … | = ( 1 - 1 ) + ( 1 - 1 ) + …       | = 0 + 0 + …     | = 0 |
| → 1 | = 0                 | = 0                               | = 0             | = 0 |

Auflösung

## Logik

### Unzulässige Folgerungen
Trugschlüsse im Bereich der Aussagenlogik können sich aus dem Unterschied zwischen Subjunktion „→“ und Bijunktion „↔“ ergeben: „Wenn a dann b“ bedeutet für zwei Aussagen a und b nicht immer auch „wenn b dann a“, wie das folgende Beispiel zeigt.
Satz: 3=0
Algebraischer Beweis:
Ausgangspunkt ist die Gleichung
x² + x + 1 = 0.
Weil hier offensichtlich x ≠ 0 ist, ist das gleichbedeutend mit
x ≠ 0 und x³ + x² + x = x · ( x² + x + 1 ) = x · 0 = 0.
Addition von 1 auf beiden Seiten dieser Gleichung liefert weiter:
x³ + x² + x + 1 = x³ + 0 = x³ = 1.
Also ist x = 1 was in der ersten Gleichung 1² + 1 + 1 = 3 = 0 impliziert.
Q.e.d.
Auflösung

### Vollständige Induktion
Die Vollständige Induktion ist eine mathematische Beweismethode, nach der eine Aussage für alle natürlichen Zahlen bewiesen wird, die größer oder gleich einem bestimmten Startwert, beispielsweise 1, sind. Am Induktionsanfang 1 trifft die Aussage oft offensichtlich zu. Dann wird im Induktionsschritt bewiesen, dass wenn die Aussage für n gilt (Induktionsvoraussetzung) sie auch für n + 1 gilt. Damit gilt sie dann für n = 1, daher auch für n = 2, daher auch für n = 3 usw. Bei inkorrekter Anwendung können Scheinbeweise wie der folgende auftreten.
Satz: Alle Deutschen haben dasselbe Alter.
Beweis über Vollständige Induktion:
Die Behauptung, dass in einer Gruppe von n Personen aus der Grundgesamtheit aller Deutschen alle dasselbe Alter haben, wird mit S(n) bezeichnet.
Induktionsanfang
In einer „Gruppe“ aus nur einer Person, sind alle Personen in der Gruppe gleichaltrig. Die Aussage S(1) trifft also jedenfalls zu.
Induktionsvoraussetzung
Sei die Behauptung S(n) für n ≥ 1 richtig. In einer Gruppe aus n Deutschen haben alle dasselbe Alter.
Induktionsschritt
Hier ist zu beweisen, dass wenn S(n) wahr ist, dies auch Gültigkeit von S(n + 1) nach sich zieht. Dazu werden n + 1 Deutsche in eine Reihe gestellt.

Zunächst wird die erste Person P aus der Reihe entfernt.

Übrig bleiben n Deutsche in der Reihe, die nach Voraussetzung gleichaltrig sind. P wird wieder an erster Stelle der Reihe platziert und die letzte Person Q aus der Reihe entfernt.

Übrig bleiben wieder n Deutsche, die nach Voraussetzung alle dasselbe Alter haben. Also haben alle Personen in der Reihe dasselbe Alter und die Behauptung S(n + 1) trifft zu.
Induktionsschluss
Damit ist S(n) für alle n bewiesen und alle Deutschen haben dasselbe Alter.
Auflösung

### Faule Definitionen
Die Trugschlüsse im Bereich fauler Definitionen basieren auf dem logischen Konzept
Auf die Elemente der leeren Menge treffen alle Eigenschaften zu.
Das ist an sich eine vernünftige Vereinbarung, denn alle Mengen sind Erweiterungen der leeren Menge. Ein nicht-existentes Objekt kann aber für Trugschlüsse missbraucht werden, denn es hat dafür geeignete Eigenschaften.
So zum Beispiel die größte natürliche Zahl.
Sei N ∈ ℕ0 die größte natürliche Zahl, also N ≥ n für alle n ∈ ℕ0. Insbesondere auch für n := N + 1 trifft das zu, weswegen N + 1 = n ≤ N folgt. Andererseits ist auch N ≥ 1 und N - 1 ≥ 0, weswegen N - 1 ∈ ℕ0 und N - 1 ≤ N oder N ≤ N + 1 gilt. Damit ist N ≤ N + 1 ≤ N oder 0 ≤ 1 ≤ 0, was nur den Schluss 1 = 0 zulässt.
Auflösung
Ein weiteres Beispiel zeigt, dass eine Erweiterung eines Zahlenbereichs mit Bedacht vorzunehmen ist.
Sei j die „imaginäre“ Zahl für die 0 · j = 1 gilt.
Dann ist 1 = 0 · j = ( 0 + 0 ) · j = 0 · j + 0 · j = 1 + 1 = 2

## Trugschlüsse in der Geometrie
In der Geometrie können Trugschlüsse hinter ungenau gezeichneten Skizzen versteckt werden. Wird die Orientierung einer Strecke oder eines Winkels nicht berücksichtigt, führt das leicht zu Fehlschlüssen, wie die folgenden Beispiele zeigen.

### Trugschluss von der Gleichschenkligkeit aller Dreiecke
Satz: Alle Dreiecke sind gleichschenklig.
Beweis nach Konstruktion:
1. Gegeben sei ein beliebiges Dreieck ABC wie im Bild.
2. Sei m die Winkelhalbierende des Innenwinkels in A.
3. Die Mittelsenkrechte der Seite BC schneide diese im Punkt D und die Winkelhalbierende m im Punkt O.
4. Die Dreiecke BDO und COD sind nach dem zweiten Kongruenzsatz deckungsgleich, weil die Seitenlängen DO und BD bzw. CD gleich sind und die Innenwinkel in D übereinstimmen.
5. Deshalb gilt BO = CO.
6. Sei R der Fußpunkt des Lotes von O auf die Seite (AB) und Q der Fußpunkt des Lotes von O auf die Seite (AC).
7. Die Dreiecke ARO und AOQ sind nach dem SWW-Kongruenzsatz deckungsgleich, weil die Hypotenuse AO, ein anliegender Winkel in A und der gegenüberliegende Winkel in R bzw. Q als rechte Winkel übereinstimmen.
8. Deshalb ist AR = AQ und OR = OQ.
9. Die Dreiecke BOR und CQO sind nach dem vierten Kongruenzsatz deckungsgleich, weil sie nach 5.) und 8.) in zwei Seitenlängen gemäß BO = CO sowie OR = OQ und in jenem Winkel übereinstimmen, der der längeren Seite gegenüberliegt. Denn nach 6.) liegt der rechte Winkel in R bzw. Q der Hypotenuse der betrachteten Dreiecke BOR und CQO gegenüber.
10. Also ist auch BR = CQ.
11. Nach 8.) und 10.) ist also AB = AR + BR = AQ + CQ = AC.

Q.e.d.
Auflösung

### Trugschluss vom leeren Kreis
Satz: In einem Kreis liegt nur sein Mittelpunkt und sonst kein Punkt.
Beweis durch Falsifizierung der Umkehrung:
1. Gegeben sei ein Kreis um O und Radius r wie im Bild.
2. Angenommen, es gäbe einen Punkt P ≠ O im Abstand PO < r vom Mittelpunkt.
3. Auf der Halbgeraden [OP sei Q der Punkt, für den gilt OP · OQ = r²
4. Die Mittelsenkrechte der Strecke [PQ] schneide diese in R und den Kreis in einem Punkt U.
5. Dann ist mit 3.) r² = OP · OQ = ( OR - PR ) · ( OR + PR ) = OR² - PR²
6. Mit dem Satz von Pythagoras ist OR² = r² - RU² und PR² = PU² - RU²
7. Nun 6.) in 5.) eingesetzt ergibt: r² = ( r² - RU² ) - ( PU² - RU² ) = r² - PU²
8. Also ist PU = 0.
9. Das aber ist im Widerspruch zur Annahme 2.), weswegen es außerhalb des Mittelpunkts des Kreises keinen Punkt geben kann, der im Kreis, also nicht auf dem Kreis, liegt.

Q.e.d.
Auflösung

### Trugschlüsse aus Zerlegungen
| height="200"                 | height="200"                   |
| Bild zum Beweis von 64 = 65. | Bild zum Beweis von 216 = 217. |

Satz: 64 = 65 und 216 = 217.
Beweis durch Zerlegungen:
1. Das Quadrat im linken Bild hat die Fläche 8 · 8 = 64 und wird in zwei Dreiecke und zwei Vierecke zerlegt. Aus diesen kann das Rechteck unter dem Quadrat zusammengesetzt werden, das den Flächeninhalt 5 · 13 = 65 hat.
2. Das obere Rechteck im rechten Bild hat die Fläche 9 · 24 = 216 und wird in zwei Dreiecke und zwei Vierecke zerlegt. Aus diesen kann das Rechteck darunter zusammengesetzt werden, das den Flächeninhalt 7 · 31 = 217 hat.

Q.e.d.
Auflösung
Die linke Zerlegung wird auch als Schachbrett-Paradoxon bezeichnet und verwendet aufeinander folgende Fibonacci-Zahlen fn-1, fn, fn+1, denn bei ihnen gilt die Identität von Cassini fn+1 fn-1 = (fn)² + (-1)n. Für die Zerlegung der Rechtecke im rechten Bild eignen sich zwei aufeinander folgende Näherungswerte eines beliebigen Kettenbruchs.

## Fehlerhafte Annahmen
In der realen Welt sind alle Körper mehr oder weniger verformbar und Zwangsbedingungen immer mehr oder weniger flexibel, was Kräfte und/oder Beschleunigungen auf endliche Werte begrenzt. Die Berechnung flexibler Systeme kann durch vereinfachende Annahmen wesentlich erleichtert werden. Ein in diesem Sinn erfolgreiches Modell der klassischen Mechanik ist der unverformbare Starrkörper. Wird dieser weiteren Zwangsbedingungen unterworfen, können schnell unrealistische Unendlichkeiten auftreten. Die fallende Leiter ist ein Beispiel dafür.
Die Leiter im Bild lehnt an einer Wand und steht auf dem Boden, wobei ihr Fußpunkt mit konstanter Geschwindigkeit von der Wand weggezogen wird. Dann schlägt die Leiter mit unendlicher Geschwindigkeit auf dem Boden auf.
Beweis:
| 1. Definition                    | : | Die Leiter habe die Länge L. | |
| 2. Definition                    | : | Sei {\displaystyle x} der horizontale Abstand der Wand vom Fußpunkt der Leiter, der mit konstanter Geschwindigkeit {\displaystyle v} von der Wand weggezogen wird. | |
| 3. Definition                    | : | Sei {\displaystyle y} der vertikale Abstand des Bodens vom Berührungspunkt der Leiter mit der Wand.                                                                | |
| 4. Satz von Pythagoras           | : | {\displaystyle x^{2}+y^{2}=L^{2}\quad \rightarrow \quad y={\sqrt {L^{2}-x^{2}}}}                                                                                   | |
| 5. Zeitableitung                 | : | {\displaystyle {\dot {y}}=-{\frac {x{\dot {x}}}{\sqrt {L^{2}-x^{2}}}}}                                                                                             | |
| 6. Einsetzen der Geschwindigkeit | : | {\displaystyle {\dot {y}}=-{\frac {xv}{\sqrt {L^{2}-x^{2}}}}} | |
| 7. Beim Aufschlagen              | : | {\displaystyle \lim _{x\to L}{\dot {y}}=\lim _{x\to L}{\frac {-xv}{\sqrt {L^{2}-x^{2}}}}=-\infty }                                                                 | {\displaystyle \lim _{x\to L}{\dot {y}}=\lim _{x\to L}{\frac {-xv}{\sqrt {L^{2}-x^{2}}}}=-\infty } |

Deshalb schlägt die Leiter mit unendlich hoher Geschwindigkeit auf dem Boden auf.
 Auflösung

## Auflösungen
Arithmetik
Multiplikation von Gewichten
Wenn die Einheiten mitquadriert werden, kommt das richtige Ergebnis heraus:
| (2 kg) · (3 kg) | = 6 kg²                                                  |
|                 | = (2000 g) · (3000 g) = 6 000 g² = 6 · (1000 g)² = 6 kg² |

Lehrreich hieran ist, dass die Berücksichtigung der Einheiten in einer Rechnung ein Kriterium zu ihrer Überprüfung liefert. Am Ende der Rechnung müssen die Einheiten auf beiden Seiten einer Gleichung und in allen Summanden einer Summe übereinstimmen.
Katze mit 9 Schwänzen
Die Nicht-Katze Keine Katze darf nicht mit den Katzen in einen Topf geworfen werden. Wenn Keine Katze beispielsweise durch Flagellat ersetzt wird, erweist sich die zweite Aussage "Eine Katze hat einen Schwanz mehr als ein Flagellat" als falsch, womit der Wahrheitsgehalt der Schlussfolgerung mathematisch unbestimmt ist.
Algebra
2 = 1
Im fünften Schritt wird wegen a = b durch a² - a b = a ( a - b ) = 0 dividiert.
1+1=2
Im dritten Schritt wird durch n - n = 0 dividiert.
Gleiche Zahlen
Im siebten Schritt werden die beiden verschiedenen Wurzeln eines Quadrats gleichgesetzt. Mit
a - t/2 = -( b - t/2 ) ↔ a + b = t
wäre der Trugschluss vermieden worden.
Imaginäre Einheit 1
Im dritten Schritt werden die positive und die negative Wurzel aus -1 gleichgesetzt. Wird das nicht getan, wird der Widerspruch vermieden:
{\displaystyle {\rm {i={\frac {1}{-i}}\quad \rightarrow \quad i^{2}={\frac {1}{-1}}=-1}}}
Das Potenzgesetz ( w/z )r = wr/zr ist im komplexen nur eingeschränkt gültig.
Imaginäre Einheit 2
Beim mittleren Gleichheitszeichen {\displaystyle {\sqrt {-1}}\cdot {\sqrt {-1}}={\sqrt {(-1)(-1)}}} wird auf der rechten Seite der übliche, positive Hauptwert der Wurzel im reellen benutzt. Hier führt aber nur der negative Wert zum richtigen Ergebnis
{\displaystyle -1={\rm {i\cdot i={\sqrt {-1}}\cdot {\sqrt {-1}}=-{\sqrt {(-1)(-1)}}=-{\sqrt {1}}=-1}}}.
Das Potenzgesetz ( w · z )r = wr · zr ist im komplexen nur eingeschränkt gültig.
Eulersche Relation
Im zweiten Schritt stehen links und rechts des Gleichheitszeichens mehrdeutige Funktionen deren Wertebereiche {\displaystyle \left\{z\in \mathbb {C} |z^{i}=\left(e^{2\pi {\rm {i}}}\right)^{\rm {i}}\right\}} und {\displaystyle \{z\in \mathbb {C} |z^{\rm {i}}=1^{\rm {i}}\}} gleich sind. Im dritten Schritt werden zwei ungleiche Elemente – die Hauptwerte der Potenzen – aus diesen Wertebereichen herausgepickt und gleichgesetzt, was zum Trugschluss führt.
Das Potenzgesetz (za)b = za · b ist im komplexen nur eingeschränkt gültig.
Analysis
Nächster Punkt zum Kreis
Die Punkte R = ( x, y ) auf dem Kreis, die zum Ursprung des Koordinatensystems einen extremalen Abstand haben, liegen auf der x-Achse mit y = 0 und (x - a)² = b². Berechnung des Differentials von x führt dort auf 2(x - a) dx = 0. Für einen Punkt auf dem Kreis und der x-Achse ist also dx = 0 wegen │x - a│ = b ≠ 0. Das macht sich anschaulich dadurch bemerkbar, dass der Kreis die x-Achse senkrecht schneidet. Die für die Differentiation nach x notwendige Umgebung in x-Richtung existiert auf dem Kreis in diesen Schnittpunkten auf der x-Achse nicht, r'(x) kann im Extremum nicht berechnet werden, und alle aus r' = 0 gefolgerten Aussagen sind hinfällig. Der entscheidende Fehler wird also im dritten Schritt gemacht.
Dieses Beispiel betont die Regel, dass die unabhängige Variable, hier x, in den Extrema der abhängigen Variable, hier r, keinen Nebenbedingungen unterworfen sein darf. Nicht besser wird es, wenn der Mittelpunkt nicht auf der x-Achse liegt. Die dann notwendige zweidimensionale Umgebung für die Differentiation nach den beiden unabhängigen Variablen x und y reduziert sich auf einen eindimensionalen Kreisbogen.
Lösen lässt sich das Problem durch eine Parametrisierung der Ebene mit Zylinderkoordinaten (r, φ), sodass (x, y) = (r cos φ, r sin φ) mit r = r(φ) ist, erlaubt die Gewinnung der dem Ursprung nächsten Punkte, denn der Winkel φ unterliegt im Extremum keiner Nebenbedingung:
r² - 2 a x + a² - b² = r² - 2 a r cos φ + a² - b² = 0
→ 2 r r' - 2 a r' cos φ + 2 a r sin φ = 2 ( r - a cos φ ) r' + 2 a r sin φ = 0
Nun impliziert r' = 0 die Identität a r sin φ = 0 und daher a = 0 oder
sin φ = 0,
solange der Kreis nicht durch P geht und somit r ≠ 0 ist. So sind die Punkte mit extremalem Abstand mit φ = 0° oder φ = 180° gefunden.
Verschwindende Kreiszahl
Das Problem ist hier, dass die Integration über ein Intervall erfolgt, in der die Funktion, mit der substituiert wird, keine Werte hat, denn der Bildbereich von Arcsin ist das Intervall [-½π, ½π]. Der entscheidende Fehler wird also im letzten Schritt gemacht.
Der Integrationsbereich muss aufgeteilt werden:
{\displaystyle \int _{0}^{\pi }f(x)\cos(x){\rm {d}}x=\int _{0}^{\frac {\pi }{2}}f(x)\cos(x){\rm {d}}x+\int _{\frac {\pi }{2}}^{\pi }f(x)\cos(x){\rm {d}}x}
Das zweite Integral muss erst auf den Wertebereich [-½π, ½π] transformiert werden, was durch die Substition y=π-x erreicht wird:
{\displaystyle {\begin{aligned}\int _{\frac {\pi }{2}}^{\pi }f(x)\cos(x){\rm {d}}x=&\int _{\frac {\pi }{2}}^{0}f(\pi -y)\cos(\pi -y)(-{\rm {d}}y)\\=&-\int _{0}^{\frac {\pi }{2}}f(\pi -y)\cos(y){\rm {d}}y\\=&-\int _{0}^{\frac {\pi }{2}}f(\pi -x)\cos(x){\rm {d}}x\end{aligned}}}
Zusammen mit dem ersten Integral auf der rechten Seite kann wie im Trugschluss beschrieben mit t=sin(x) substituiert werden:
{\displaystyle {\begin{aligned}\int _{0}^{\pi }f(x)\cos(x){\rm {d}}x=&\int _{0}^{\frac {\pi }{2}}[f(x)-f(\pi -x)]\cos(x){\rm {d}}x\\=&\int _{0}^{1}\left[f{\big (}\arcsin(t){\big )}-f{\big (}\pi -\arcsin(t){\big )}\right]{\rm {d}}t\end{aligned}}}
Das kann null sein, muss aber nicht, sodass π ≠ 0 nicht in Gefahr ist.
Summe der natürlichen Zahlen
In der Herleitung ist fast alles falsch. Um das zu zeigen, werden die n-ten Partialsummen, angezeigt durch den Index n, zunächst mit einem geraden n betrachtet. Dann ist
{\displaystyle A_{n}=(1-1)+\dots +(1-1)=0+\dots +0=0}
und
{\displaystyle B_{n}=\underbrace {(1-2)+(3-4)+\dots +(n-1-n)} _{{\frac {n}{2}}\cdot (-1)}=-{\frac {n}{2}}}
In der Summe
{\displaystyle {\begin{aligned}B_{n}+B_{n}=&\underbrace {1+(1-2)+(-2+3)+\dots +(n-1-n)} _{A_{n}}-n\\=&A_{n}-n\end{aligned}}}
entsteht noch ein „Rest“ n, was sich auch aus den Ausdrücken für An und Bn ergibt. Die Formel Bn = An/2 ist also in erster Ordnung von n falsch. Das reicht jedoch noch nicht, das in zweiter Ordnung falsche Endergebnis zu erklären.
Die Differenz Cn - Bn der Partialsummen ergibt:
{\displaystyle {\begin{aligned}C_{n}-B_{n}=&1+2+\dots +n-(1-2+-\dots -n)\\=&4\cdot \left(1+2+\dots +{\frac {n}{2}}\right)=4C_{n/2}\end{aligned}}}
Nach der Summenformel für Cn nähert sich das Verhältnis
{\displaystyle {\frac {C_{n}}{C_{n/2}}}={\frac {{\frac {n}{2}}(n+1)}{{\frac {n}{4}}({\frac {n}{2}}+1)}}=4{\frac {n+1}{n+2}}}
mit wachsendem n der vier und weil Cn mit dem Quadrat von n zunimmt ist die Formel Cn = -Bn/3 in zweiter Ordnung falsch. Erst nach diesem Fehler wächst C nicht mehr quadratisch mit n an. Ausdrücken von Cn/2 durch Cn bestätigt
{\displaystyle C_{n}-B_{n}=4C_{n/2}={\frac {n+2}{n+1}}C_{n}\quad \rightarrow \quad C_{n}=-(n+1)B_{n}={\frac {n}{2}}(n+1)}
Bei ungeradem n ist
{\displaystyle {\begin{aligned}A_{n}=&1\\B_{n}=&{\frac {n+1}{2}}\\C_{n}-B_{n}=&4C_{(n-1)/2}\end{aligned}}}
mit ähnlich vernichtendem Resultat.
Reihe A
Der unbestimmt divergenten Reihe An kann für n → ∞ kein Wert zugewiesen werden. Der Vergleich zweier unbestimmter Werte ist mathematisch jedoch sinnlos.
Logik
Subjunktion und Bijunktion
Im Bereich der reellen Zahlen ist x² + x + 1 ≠ 0 und aus der falschen Gleichung x² + x + 1 = 0 kann nichts aussagekräftiges mehr gefolgert werden, siehe Paradoxien der materialen Implikation.
Im komplexen hat das Polynom p(x) := x² + x + 1 zwei konjugiert komplexe Nullstellen x1,2 = -½ ± i √(¾), die auch Lösung von x³ = 1 sind. Im komplexen ist also
x² + x + 1 = 0 →  x³ = 1
richtig aber die umgekehrte Aussage
x³ = 1 → x² + x + 1 = 0
falsch, wie das Gegenbeispiel x = 1 zeigt.
Die gleichaltrigen Deutschen
Das Problem ist hier der Schritt von n = 1 auf n + 1 = 2. Es gibt keine Person R, die gleichzeitig unter den letzten n und unter den ersten n Personen ist. Somit kann nicht geschlossen werden, dass weil die erste Person P dasselbe Alter wie R hat und die letzte Person Q dasselbe Alter wie R hat, auch die erste und die letzte Person, P und Q, gleichaltrig sind. Für diesen Schluss bedarf es mindestens dreier Personen P, Q und R.
Die größte natürliche Zahl
Alle Schlüsse sind unter der gemachten Prämisse korrekt. Weil diese jedoch widersprüchlich ist – eine größte natürliche Zahl gibt es nicht – kann über den Wahrheitsgehalt der gefundenen Ergebnisse nichts ausgesagt werden. Umgekehrt kann aus obiger Ableitung ein Beweis für die Nicht-Existenz einer größten natürlichen Zahl gemacht werden.
Trugschlüsse in der Geometrie
Gleichschenkligkeit aller Dreiecke
Der Fehler liegt hier darin, dass der Punkt O in einem nicht gleichschenkligen Dreieck immer außerhalb des Dreiecks auf seinem Umkreis liegt, und zwar in der Mitte seines Bogens über der Seite BC. Nach Konstruktion liegen D, R und Q auf der Simsonschen Gerade mit dem Pol O. Nach dem Axiom von Pasch können nun Q und R nicht beide auf den Dreiecksseiten zwischen den Ecken liegen. Im Dreieck ABC der Zeichnung liegt der Fußpunkt des Lotes von O auf (AB) nicht auf der Seite (AB), sondern auf der Halbgeraden [AB von A aus gesehen hinter B. Die Identitäten 5.), 8.) und 10.) treffen zu, aber AB und BR sind entgegengesetzt orientiert. Deshalb lautet 11.) korrekt
AR = AB + BR = AQ = AC - CQ = AC - BR.
Hieraus folgt mitnichten die Gleichschenkligkeit des Dreiecks ABC.
Leerer Kreis
Der Punkt R liegt, anders als in der Skizze, außerhalb des Kreises, weswegen es den Schnittpunkt U nicht gibt. Denn aus Gleichung 5.) r² = OR² - PR² folgt OR² = r² + PR² > r². Der entscheidende Fehler wird also im vierten Schritt gemacht, wo ein Schnittpunkt U unterstellt wird, den es nicht geben kann.
Tückische Zerlegungen
Die Diagonalen in den unteren Rechtecken sind nur scheinbar gerade. Würden die Teilstücke unverformt zusammengesetzt, würden die Teile eine Fläche frei lassen, die genau den Inhalt einer Flächeneinheit hat.
Beweisen lässt sich das mit dem Strahlensatz. Im zum Quadrat gehörenden Rechteck sollte auf der Diagonalen
{\displaystyle {\frac {5}{13}}={\frac {3}{8}}={\frac {2}{5}}\quad \Leftrightarrow \quad {\frac {200}{520}}={\frac {195}{520}}={\frac {208}{520}}}
sein, was offensichtlich nicht zutrifft. Im rechten unteren Rechteck sollte
{\displaystyle {\frac {7}{31}}={\frac {5}{22}}={\frac {2}{9}}\quad \Leftrightarrow \quad {\frac {1386}{6138}}={\frac {1395}{6138}}={\frac {1364}{6138}}}
sein, was ebenfalls nicht zutrifft.
Fehlerhafte Annahmen
Die fallende Leiter
Die Ursache dieses Trugschlusses ist die Annahme in 4.), dass die Leiter an der Wand gelehnt bleibt und sie immer berührt. Tatsächlich wird der Zug am Fuß der Leiter auch das obere Ende der Leiter von der Wand wegziehen, so dass der Kontakt aufhört und der Satz von Pythagoras nicht mehr gilt.
Nimmt man jedoch an, dass das obere Ende der Leiter immer an der Wand bleibt, liegt der Trugschluss in der mathematischen Modellierung der physikalischen Welt. Denn der Zustand am Ende des Experiments, wo die Leiter sich angeblich unendlich schnell bewegt, ist bei massebehafteter Leiter in der klassischen Mechanik in endlicher Zeit nur mit unendlich hoher Beschleunigung zu erreichen, was unphysikalisch ist, und in der Speziellen Relativitätstheorie wegen der Beschränkung auf Unterlichtgeschwindigkeit gar nicht möglich.